# CL-400
ロッキード CL-400 Suntan
- 用途：高高度偵察機
- 分類：偵察機
- 設計者：クラレンス・ジョンソン
- 製造者：ロッキード社
- 運用者 アメリカ合衆国(アメリカ空軍)
- 生産数：0

CL-400 Suntanはかつてアメリカのロッキード社で秘密裏に開発されていた超音速偵察機。

## 概要
U-2の後継機としてより高速、高高度を飛行するように設計され、燃料として液体水素を使用する予定だった。1958年に計画は中止された。
1956年にアメリカ空軍は高度な秘密の計画として高速度で長距離を飛行する偵察機の開発に着手した。U-2偵察機などの開発で実績があり、秘密保持の観点からも相応しいとされたロッキード社のスカンクワークスが開発を担当することになった。
F104戦闘機を大幅に拡大したような設計のCL-400が計画された。主要な変更点はエンジンの配置を双発に変更して主翼端に装備することになった点である。液体水素の燃焼特性と軽量であり低密度なので燃料を搭載するためには可能な限り胴体を太くする必要があったためそのような配置が選定された。さらにロッキード社はプラット&ホイットニー社と共同で進めた。高度30000mをマッハ2.5で飛行する概念設計は成功して既存のターボジェットエンジンを液体水素で25時間以上運転する試験にも成功した。地上での液体水素の扱う技術である製造、運搬、補給に至るまで全て計画の一環として開発された。
予算的な圧力と十分な航続距離への到達が困難でさらに液体水素を動力とする航空機は危険すぎると懸念が広まり、維持が高額だったので計画は中止の憂き目を見ることになった。さらに一般的ではない燃料は既存の基地に新たに設備を建設して訓練する必要があった。
しかし、航空機の開発過程で得られた知見はSR-71の開発の成功につながり、液体水素燃料の取り扱いに関する知見は後年アポロ計画とスペースシャトル計画で役立った。
CL-400は将来の航空機の代替燃料として水素を使用する可能性をロッキードが議論する1970年代まで完全には公表されなかった。